# Нижние Серогозы
Ни́жние Серого́зы (укр. Нижні Сірогози) — посёлок в Геническом районе Херсонской области Украины. Центр Нижнесерогозской поселковой общины.
В 2022 году, во время вторжения России в Украину, Нижние Серогозы были захвачены. На данный момент посёлок находится под российской оккупацией.

## География

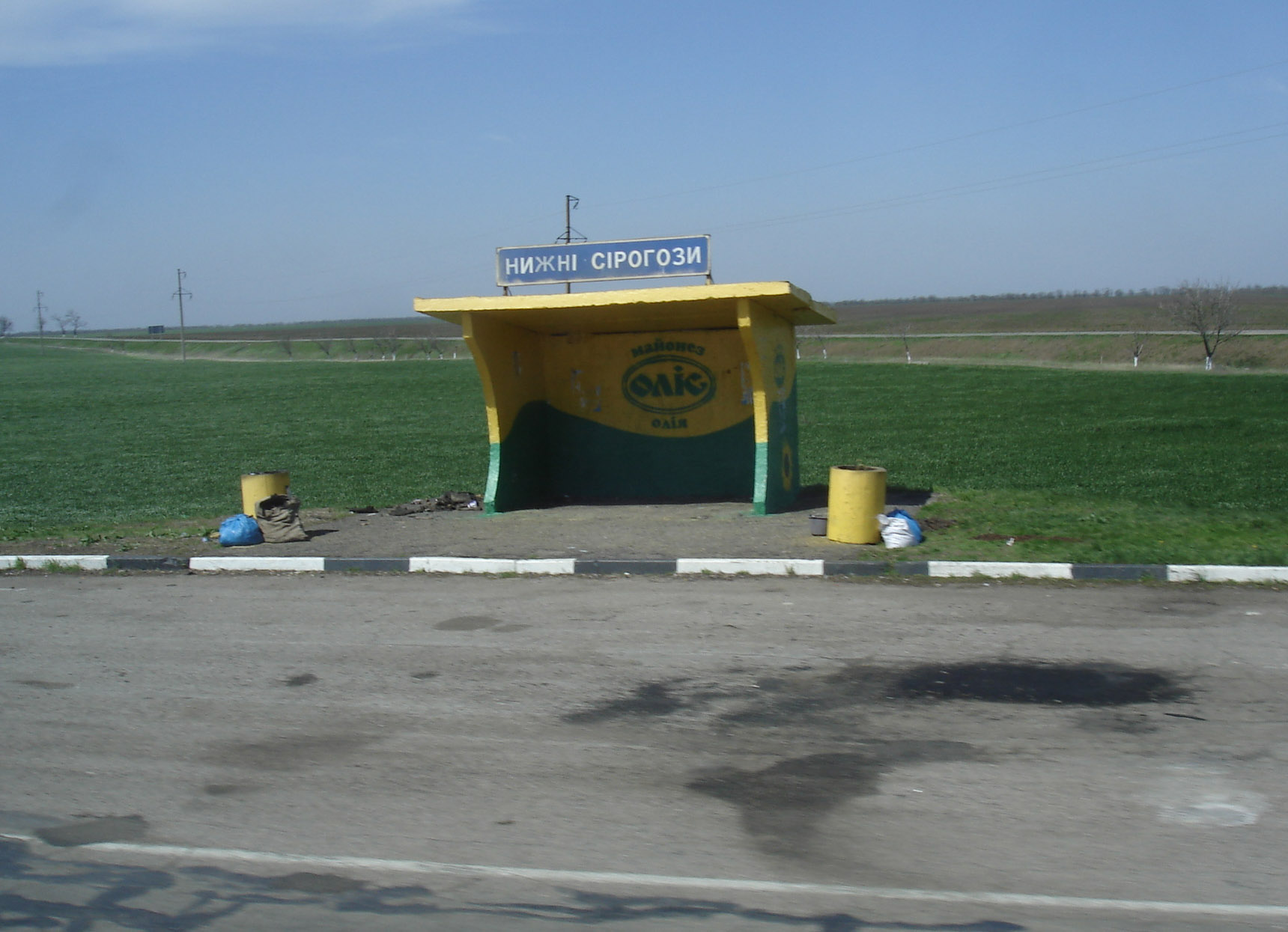
Нижние Серогозы на автодороге М-14

Нижние Серогозы расположены в 169 км к северо-востоку от областного центра и в 15 км от железнодорожной станции Серогозы на линии Снигирёвка — Фёдоровка. Посёлок пересекает река Балка Большие Серогозы.

## Население

### Языковой состав
Родной язык населения по данным переписи 2001 года:
| Язык       | Численность, чел. | Доля     |
| ---------- | ----------------- | -------- |
| Украинский | 5 549             | 92,61 %  |
| Русский    | 412               | 6,88 %   |
| Другое     | 31                | 0,51 %   |
| Итого      | 5 992             | 100,00 % |

## История
Территория Нижних Серогоз была заселена с давних времен. Об этом свидетельствуют раскопанные вблизи поселка курганы с погребениями эпохи бронзы (II тысячелетие до и. э.), скифов (VI и IV—III вв. до н. э.), сарматов (III—II вв. до н. э.) и кочевников XI—XIII вв. н. э. Среди этих курганов выделяются Огуз, Малый Огуз и Деев (IV—III вв. до н. э.), в погребениях которых найдено множество украшений тонкой ювелирной работы.
Нижние Серогозы основаны в 1812 году государственными крестьянами — выходцами из Харьковской губернии. В 1820 году сюда прибыли переселенцы из Тульской, а в 1849 году — 11 семей из Курской губернии. В 1833 году в селе насчитывалось 274 двора и проживали 1123 человека. Нижние Серогозы являлись волостным центром и входили в Мелитопольский уезд Таврической губернии. Жители занимались в основном скотоводством, а также земледелием. За селом числилось 26 363 десятины земли, из которой часть была неудобной. Однако большинство крестьян, не имея достаточного количества тягловой силы и сельскохозяйственного инвентаря, не могло обработать свои наделы и прокормить семью. На плечи государственных крестьян ложились тяжелые поборы и повинности. Они платили государству оброк, подушную подать, отбывали дорожную, гужевую и другие повинности. С ростом промышленных городов и увеличением спроса на хлеб на мировом рынке скотоводство уступило первое место земледелию. Согласно закону 1866 г. о поземельном устройстве государственных крестьян за крестьянами Нижних Серогоз были закреплены за уплату государственной оброчной подати земельные наделы в бессрочное пользование. В 1886 году их перевели на обязательный выкуп, который они должны были вносить в течение 44 лет. Размер выкупных платежей на 45 процентов превышал государственную оброчную подать.
В 1884 г. из общего числа 754 хозяйств села 57 хозяйств были беспосевными (имели только 3 лошади), 153 — засевали до 10 десятин (у них насчитывалось 160 лошадей), 296 — по 10—25 десятин каждое. 220 дворов Нижних Серогоз не имели сельскохозяйственных орудий. Техника обработки земли оставалась примитивной, вследствие чего урожаи были низкими. В наиболее урожайные годы с десятины в среднем собирали по 40—50 пудов озимой пшеницы и по 30—35 пудов ржи. Тяжелое положение крестьян усугублялось многочисленными поборами: они платили поземельный налог, выкупные платежи, земские, волостные, мирские и другие сборы. В то же время богатые хозяйства засевали по 35—50 и более десятин (располагали 1071 лошадью). Им принадлежало 485 плугов, 30 косилок и жнеек. Так, крупный помещик 3. Качкарев имел молотилку, 50 лошадей, 70 свиней, 50 коров, более тысячи овец, 250 десятин земли. Кроме того, он арендовал 500 десятин у графини Апраксиной и сдавал эту землю в аренду небольшими участками беднякам за более высокую плату. С ростом численности населения размеры наделов на ревизскую душу уменьшались. В 1885 г. здесь насчитывалось уже 4285 жителей. Разорившиеся крестьяне-бедняки вынуждены были продавать свою рабочую силу кулакам, нанимаясь к ним в батраки. В конце 60-х гг. в Нижних Серогозах появились колесный завод, фабрика сельтерской воды, 2 бондарни. Имелись 6 небольших торговых лавок, 2 винных погреба и склад. Один раз в год устраивались ярмарки и еженедельно — базары.
Нижнесерогозский врачебный участок имел одну больницу на 10 коек, расположенную в селе. Здесь работали врач, два фельдшера и акушерка. А обслуживала больница 11 населенных пунктов с 26-тысячным населением. На низком уровне находилось и народное образование. Первое учебное заведение — двухклассное училище Министерства народного просвещения открылось в Нижних Серогозах в 1876 г. В нём насчитывалось 80 учеников (67 мальчиков и 13 девочек) и работали 2 учителя. Через пять лет были открыты ещё два одноклассных училища, в которых 2 учителя обучали 136 учеников. В 1914 г. в селе действовали 4 земские однокомплектные и 3 церковно-приходские школы. В них обучалось 298 учеников и работали 7 учителей.

### Революционные времена
Февральская революция открыла двери тюрем. Вместе с политическими заключенными на свободу вышли криминальные элементы. Также в поселке появляются раненые и солдаты-дезертиры. И к тому времени нестойкая власть Временного правительства упала. В селе началось безвластие, бандиты и солдаты грабили, насиловали и убивали местных жителей, пока люди в ответ на беззаконие в марте 1917 года в селе образовали революционный комитет во главе с Б.Фомичевым и организовали отряд Красной Гвардии. В отряде было 25 человек. Командовал отрядом житель Верхних Серогоз Мезенцев, его помощником был П.Я Гришин. В усиление красной гвардии в селе Покровка создают революционный штаб во главе с Кромаренко Николаем Гавриловичем. В составе штаба Калашник и Филипенко.
Начался передел земли. Буржуазный элемент, видя как его владения уходят, начинает волнения и 20 марта случилась сходка селян, где был поставлен вопрос о организации власти в селе, однако эта массовка была разогнана отрядами красной гвардии.
Для подавления «аграрных беспорядков» генерал Корнилов отправляет в южные регионы военные подразделения. Из Бессарабии по Мелитопольскому тракту прошли войска генерала Дроздовского. Ими были убиты селяне, которые занимались переделом земли. В ответ на это против Дроздовцев выступил отряд красной гвардии. Но в районе Акимовки его розбили: часть красногвардейцев были казнены, остальных, в том числе Гришина, забрали в Мелитопольскую тюрьму(позже он оттуда сбежал).
В апреле 1917 Временное правительство присылает своих представителей — комиссаров. Они организовали волостной сход. На нем выступил большевик Фесик Иван Петрович. На съезде революционные страсти обострились. В итоге Фесика чуть не избили, а во главу села поставили Митрофана Сергеевича Белякова. К началу Октября в село находилось в относительной стабильности, лишь в июле вместо Белякова выбрали Артема Карпачева.
После удачной октябрьской революции, в январе 1918 года в селе была установлена Советская власть. Большевики подписали декрет о мире и полностью утвердили эсерский декрет о земле. Таким образом в декабре 1917 года вся власть перейшла к Совету селянских депутатов. Начал действовать Совет крестьянских депутатов, который возглавил большевик И. П. Фесик. Развернулось социалистическое строительство. Но после подписания Брестского мирного договора, в апреле 1918 г. Нижние Серогозы захватили германо-австрийские войска. Оккупанты, опираясь на гетманцев, установили режим насилия и грабежа. Они терроризировали жителей, расстреливали советских активистов, отбирали у населения скот, лошадей, пшеницу. Борьба трудящихся Украины против оккупантов, а также революционные события в Германии заставили их в конце ноября покинуть село. В Нижних Серогозах была восстановлена Советская власть. В начале декабря здесь создали отряд самообороны, который неоднократно отражал нападения белогвардейских банд. Однако в конце 1918 г. в село ворвались белогвардейцы. Они пытались провести насильственную мобилизацию в белую армию, но крестьяне отказались вступить в неё и разорвали мобилизационные листки. Карательный отряд белогвардейцев ответил на это шомполами и непомерной контрибуцией. Бойцы отряда самообороны организовали Серогозский партизанский отряд, действовавший на территории уезда. Отрядом командовал Б. Э. Вабенко. В марте 1919 г. части Красной Армии освободили Нижние Серогозы. Сразу же был создан волостной ревком, который конфисковал землю у нетрудовых элементов и наделил ею безземельных и малоземельных крестьян. Начала действовать партийная ячейка, секретарем которой избрали И. П. Фесика. Активную работу проводили коммунисты Я. Е. Таранов, М. Сенчин, В. Рослый и др. Нижнесерогозский партизанский отряд в марте 1919 г. был преобразован в Серогозский полк, вошедший в состав 1-й Заднепровской Украинской советской дивизии (начальник дивизии П. Е. Дыбенко).
Однако мирная передышка была непродолжительной. В мае 1919 г. Нижние Серогозы захватили григорьевцы. Активисты села вступили в Мелитопольский коммунистический батальон. У с. Семёновки Ивановской волости он разгромил один из отрядов григорьевцев, взяв в плен более 100 бандитов и захватив у противника 2 пушки и 7 пулемётов. В июле в Нижние Серогозы ворвались деникинцы. Они установили кровавый режим, восстановили дореволюционные порядки. Они забирали у населения скот, хлеб, одежду. Для пополнения своих войск деникинцы прибегли к проведению мобилизации, но население оказывало упорное сопротивление этим мерам, не давало солдат для Добровольческой армии. Коммунисты и активисты сражались с белогвардейцами в составе 3-го полка 1-й Заднепровской стрелковой дивизии под командованием П. Е. Дыбенко. Они били деникинцев под Уманью и в Донбассе, под Царицыном и Воронежем. В январе 1920 г. после освобождения села от врага частями 13-й советской армии возобновили свою деятельность волостной ревком и партийная ячейка. Они обеспечили выполнение продразверстки, организовали сбор средств для Красной Армии.
В июне 1920 г. Нижние Серогозы захватили белогвардейские банды Врангеля. В районе села длительное время продолжались упорные бои между частями Красной Армии и войсками чёрного барона. Оно неоднократно переходило из рук в руки и в начале августа было освобождено от врага. Сосредоточив у с. Демьяновки значительную группировку войск, врангелевское командование 28 августа начало наступление против левого фланга оперативной группы советских войск, в состав которой входили 51-я (под командованием В. К. Блюхера) и 52-я (под командованием М. Я. Германовича) стрелковые дивизии и отдельный кавалерийский корпус. 2-я Донская кавалерийская дивизия противника в ходе наступления создала угрозу правому флангу и центру оперативной группы советских войск. В результате эти части начали отходить к Нижним Серогозам. На помощь им была брошена 2-я Конная армия, задача которой заключалась в том, чтобы нанести удар с фланга и в тыл противника и соединиться с правобережной группой 13-й советской армии. 29 августа 51-й стрелковой дивизии удалось удержать Нижние Серогозы, отбить яростные атаки врага и создать благоприятные условия для соединения с 2-й Конной армией. Однако ослабленные части этой армии не смогли справиться с поставленной задачей. Утром 30 августа Врангель бросил против них авиацию, а для удара на земле — все имеющиеся у него резервы. После упорных боев 51-я стрелковая дивизия вынуждена была оставить село. В районе сел Верхние Серогозы и Верхние Торгаи сконцентрировалась ударная группа войск генерала Кутепова. 28 октября советские войска перешли в наступление, а 29 октября 52-я стрелковая дивизия, преследуя врангелевцев, освободила Нижние Серогозы. В ноябре 1920 г. в селе был создан волостной ревком, который возглавил И. П. Фесик, а затем М. С. Кривцов. Начал действовать также сельский ревком. Беднейшее крестьянство объединилось в волостной и сельский комитеты незаможных селян. Председателем волостного комнезама был избран И. М. Сердюк. Волостной и сельский ревкомы и комнезамы много сделали по осуществлению земельного закона Всеукрревкома от 5 февраля 1920 г. В 1921—1923 гг. было проведено перераспределение всех земельных угодий. Безземельные и малоземельные крестьяне получили по 2,5—3,25 десятины на едока.
Сразу же после установления Советской власти в Нижних Серогозах возобновила работу больница. К 1925 г. здание больницы было расширено и число коек в ней увеличено до 20. Действовала также амбулатория. Медицинскую помощь населению оказывали 2 врача и 4 работника среднего медперсонала. После революции в селе открыли начальную школу. К концу периода восстановления здесь функционировали 6 школ — семилетняя и 5 начальных, в которых 13 учителей обучали 508 учеников. Для детей, оставшихся сиротами в годы гражданской войны, организовали детский дом. В нём 3 педагога воспитывали 50 детей. В селе проводились недели помощи школе. Организовали 2 школы ликбеза. Активно работали сельбуд, открытый в 1921 г., и 7 хат-читален. При сельбуде действовали кружки художественной самодеятельности, физкультурный коллектив, справочное бюро, где давались консультации по агрономии, юридическим, медицинским и другим вопросам. В 1925 г. организовали районную библиотеку с книжным фондом 1,7 тыс. экземпляров.

### Нижние Серогозы в военные годы
В 1941 году в Нижних Серогозах действовала районная больница на 35 коек, в которой медицинскую помощь населению оказывали 4 врача и 30 специалистов среднего медперсонала. Дети тружеников села посещали 2 начальные, 2 семилетние и среднюю школу. В них 54 учителя обучали 1200 учеников. В 1935 г. здесь построили просторный двухэтажный районный дом культуры, где демонстрировались кинофильмы и работали кружки художественной самодеятельности. Имелась районная библиотека.
В Нижних Серогозах с 23 июня по 15 сентября было мобилизовано 3103 человека, в том числе 345 добровольцев, 125 жителей вступили в истребительные батальоны, 620 партизан.
16 сентября 1941 г. Нижние Серогозы захватили немецко-фашистские оккупанты, которые силой насаждали «новый порядок». Так, в первые же дни они схватили и расстреляли 10 человек. 23 сентября 1942 г. гитлеровцы согнали жителей села на площадь, где начальник полевой жандармерии собственноручно расстрелял 5 человек, отказавшихся работать. За период оккупации фашисты расстреляли и замучили 30 жителей. 186 юношей и девушек угнали на каторжные работы в Германию. Несмотря на жестокий террор, советские люди развернули борьбу против врага. Для организации отпора фашистам по решению бюро Запорожского обкома партии были созданы Нижнесерогозский подпольный райком партии во главе с бывшим первым секретарем райкома партии М. В. Куприем и партизанский отряд, командиром которого стал бывший второй секретарь райкома партии И. Д. Высочин. М. В. Куприй и И. Д. Высочин создали подпольную группу, в состав которой входили коммунисты И. Д. Коваленко, И. С. Мурко, К. Ф. Онищенко, А. О. Швец и другие. Подпольщики распространяли листовки, в которых призывали население вести беспощадную борьбу с оккупантами, саботировать их распоряжения, совершали диверсионные акты. Они помогали советским воинам бежать из плена и укрывали их. После гибели И. Д. Высочина (в первые дни оккупации) партизанский отряд возглавил М. В. Куприй. Народные мстители уничтожили 37 вражеских автомашин с солдатами и боеприпасами, следовавших в Крым. О Нижнесерогозском партизанском отряде упоминает в своей книге начальник Украинского штаба партизанского движения генерал-лейтенант Т. А. Строкач. Жители оказывали всемерную помощь народным мстителям, снабжали их оружием, одеждой, обувью, продуктами питания. Летом 1942 г. в боях против оккупантов смертью храбрых пало большинство партизан отряда, в том числе М. В. Куприй и И. Д. Коваленко. 28 октября 1943 г. Нижние Серогозы освободили части 4-го гвардейского кавалерийского корпуса под командованием генерал-лейтенанта Н. Я. Кириченко и 19-го танкового корпуса под командованием генерал-лейтенанта И. Д. Васильева. В боях за населенный пункт погибли 132 советских воина, которые погребены в братской могиле. Достойный вклад в борьбу против немецко-фашистских оккупантов внесли жители села. На фронтах Великой Отечественной войны против врага сражались 1566 человек, 270 из них за боевые заслуги награждены орденами и медалями СССР, 619 — отдали жизнь в боях за свободу и независимость Родины. Здесь установлен обелиск в честь советских воинов, погибших при освобождении села от гитлеровцев, и земляков, павших в борьбе с фашистами. Немецко-фашистские захватчики, отступая, разграбили колхозы, взорвали мельницу, часть колхозных построек, много домов колхозников, увезли с собой до двух сотен Остарбайтеров. Большую помощь в возрождении экономики села оказали государство и братские республики. Государство выделило для Нижнесерогозской МТС 34 трактора и запасные части к сельскохозяйственным машинам, а братские республики прислали для хозяйств района 1046 лошадей, 101 голову крупного рогатого скота, 1620 овец и коз, 12 свиней. В 1944 г. были восстановлены все 11 колхозов. Однако давали себя знать трудности: отсутствие необходимого количества техники, нехватка рабочих рук, скота. Пришлось много потрудиться, чтобы в 1944 г. засеять более 4 тыс. гектаров. С помощью МТС колхозники в сжатые сроки убрали зерновые культуры, получив в среднем по 10,6 цнт с гектара. Успешно прошёл осенний сев. Многое было сделано для восстановления общественного животноводства. Если в начале 1944 г. в колхозах насчитывалось всего 23 головы крупного рогатого скота, то к началу 1945 г.— 447 голов. В возрождении хозяйства активное участие принимали комсомольцы и несоюзная молодёжь. Они взяли шефство над фермой, обеспечивали своевременный ремонт инвентаря, выращивали высокие урожаи зерновых культур, создав комсомольско-молодёжные звенья. После окончания Великой Отечественной войны возвратились фронтовики и с энтузиазмом включились в работу. За годы четвёртой пятилетки колхозы значительно окрепли и достигли довоенного уровня. В 1950 г. хозяйства засеяли 14,2 тыс. га пахотной земли. Урожайность в этом году составила в среднем 13 цнт зерновых с гектара. На фермах насчитывалось около 2 тыс. голов крупного рогатого скота, 1,3 тыс. свиней, 2,3 тыс. овец. Увеличение машинно-тракторного парка, повышение квалификации механизаторов и добросовестное отношение к работе колхозников способствовали улучшению культуры земледелия, выполнению в сжатые сроки всех сельскохозяйственных работ.

### Послевоенное время
Послевоенный период является периодом стремительного развития Нижних Серогоз. Сразу же после освобождения возобновлено функционирование районной больницы, которая уже в 1950 г. получила расширение койко-мест с 35 до 50 коек и поликлинику. Медицинскую помощь населению оказывали 75 медработников, в том числе 5 врачей. Несмотря на трудности, уже в ноябре 1943 г. начались занятия в двух начальных и двух семилетних школах. В следующем году открылась средняя школа. В 1950 г. в этих школах 55 учителей обучали 1048 учеников. Активную культурно-просветительную работу проводили районный дом культуры, при котором действовали хоровой и драматический кружки художественной самодеятельности, и районная библиотека с книжным фондом 8,2 тыс. экземпляров. В конце 50-х годов одиннадцать колхозов объединились в два колхоза им. Кирова и Сталина. С каждым годом эти колхозы крепли, урожайность росла до 15 цнт пшеницы с гектара, поголовье крупного рогатого скота увеличилось в 2,5 раза. В феврале 1959 г. эти два колхоза объединились в один — им. Кирова. За годы последующих пятилеток он превратился в крупное многоотраслевое хозяйство с преимущественным развитием мясо-молочного животноводства. За колхозом закрепили 17 737 га сельскохозяйственных угодий. На его полях работали 81 трактор, 52 комбайна, 84 грузовых автомобиля и много другой сельскохозяйственной техники. В 1960-м году Нижние Серогозы получили статус поселка городского типа. Все в том же шестидесятом году произошло открытие Семилетней музыкальной школы. В 1964 г. была построена трехэтажная Нижнесерогозская Средняя Школа. В 1967-м произошло: асфальтирование улицы Высочина; полное заполнение центральной балки Большие Серогозы.
В 1970-х произошло сооружение таких зданий, как райцентр, универмаг, ресторан, дом быта «Березка» и автостанция. 18 января 1975 года был построен трехэтажный стационар новой больницы на 200 коек. В том же году была возведена Школа им. Жданова. В 1977 полностью заасфальтировано трасу Мелитополь — Каховка.
В 1980-х годах начата массовая застройка поселка, многоквартирными домами; построен двухэтажный садик. По решению ЦК колхоз им. Кирова был разделен на два коллективна: «им. Кирова» и свиноводческий «Авангард». В честь 37-летия Победы в центре был открыт мемориал «Скорбящая Мать».
В последние годы существования Советского Союза был построен хлебозавод, газцех, химчистка, проведен газопровод к Першопокровке, продуктопровод Лисичанск-Одеса. 28 октября 1990-го, в честь 19-го танкового Перекопского Краснознамённого корпуса, возле главной общеобразовательной школы, на пьедестал был установлен танк «ИС-2». В 1990-м окончательно завершено асфальтирование всего Нижнесерогозского района.

## Местные достопримечательности
| Название                    | Дата установки       | Краткие сведения                                                                             | Фотографии |
| --------------------------- | -------------------- | -------------------------------------------------------------------------------------------- | ---------- |
| Памятник «Танк»             | 28 октября 1990 года | Памятник установлен в честь 19-го Перекопского Краснознаменного Корпуса                      |            |
| Мемориал «Скорбящая Матерь» | 9 мая 1987 года      | Мемориал о матери погибшего солдата                                                          |            |
| Скифский курган «Огуз»      | IV век до н.э        | Данный курган с большой вероятностью является местом захоронения потомка скифского царя Атея |            |

## Люди
- Бегагоен, Израиль Анатольевич (1914—1987) — советский специалист в области горной техники[3]
- Бурцев Фёдор Михайлович (1916—1942) — политрук, герой Великой Отечественной войны.
- Мелешко Василий Андреевич (1917—1975) — военный преступник, палач Хатыни.